# راكيل غونزاليس (مصارعة)
راكيل غونزاليس (مواليد 12 يناير 1991) هي مصارعة أمريكية محترفة، تعمل حالياً في دبليو دبليو إي حيث تصارع في عرض إن إكس تي.

## وصلات خارجية
- راكيل غونزاليس (مصارعة) على موقع دبليو دبليو إي (الإنجليزية)
- راكيل غونزاليس (مصارعة) على موقع WrestlingData.com (الإنجليزية)
- راكيل غونزاليس (مصارعة) على موقع CageMatch worker (الإنجليزية)
- راكيل غونزاليس (مصارعة) على موقع قاعدة بيانات المصارعة على الإنترنت (الإنجليزية)
- راكيل غونزاليس (مصارعة) على موقع عالم المصارعة على الإنترنت (الإنجليزية)